# Pozzo sacro di Sant'Anastasia
Il pozzo sacro di Sant'Anastasia (meglio conosciuto dai sardaresi col nome di Sa funtana de is dolus ossia la fonte dei dolori in sardo) è un monumento nuragico situato nel centro abitato di Sardara, comune del Medio Campidano. Antistante all'omonima chiesa, situato a valle del colle di Pran'e Cuaddus e racchiude attorno a sé una vasta area archeologica. Inoltre, l'altro ed unico pozzo sacro situato all'interno di un centro abitato è il Pozzo sacro di Predio Canopoli di Perfugas.

## Descrizione

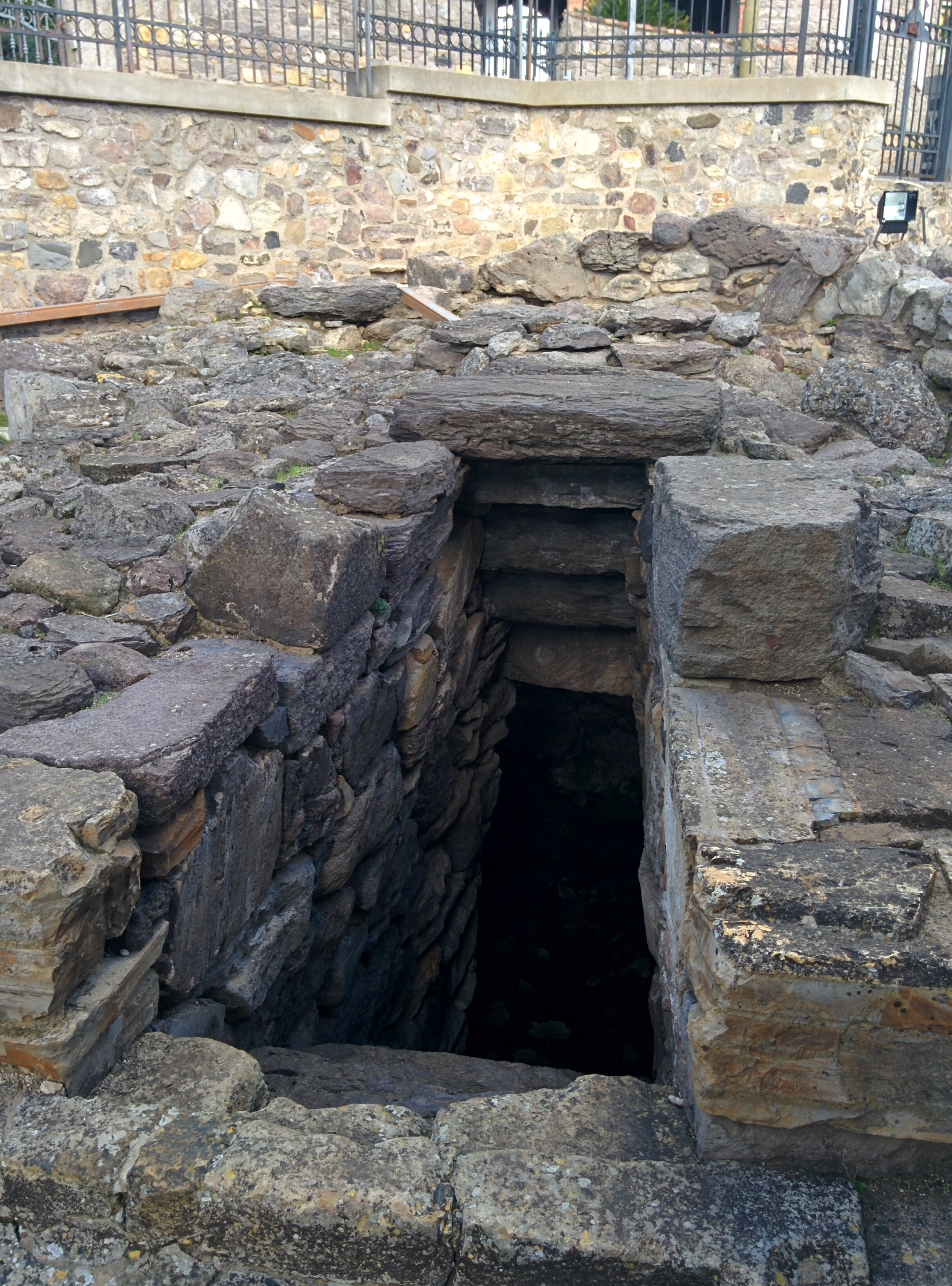
Visuale laterale del pozzo con in dettaglio il lastrico antecedente le scale

Vi si accede attraverso una passerella che evidenzia tutta l'area archeologica, dotata di pannelli descrittivi per ogni singolo ambiente.
Datato tra il XIII e il XII secolo a.c, in tarda Età del bronzo, è un pozzo sacro destinato al culto delle acque che si differenzia da quelli di Santa Vittoria di Serri e di Santa Cristina in quanto è stato costruito con blocchi di pietra basaltica e calcarea non lavorati, puramente grezzi e non definiti. Di interesse tecnico è anche il pozzo di Cucuru Nuraxi nel comune di Settimo San Pietro, luogo sacro e monumentale che raggiunge una profondità di 30 metri alla quale si ipotizza la presenza di acqua salata.
Il pozzo è caratterizzato da un atrio parzialmente lastricato di cui rimangono solo alcuni blocchi di pietra che danno accesso ad un vano scala di dodici gradini avente una copertura a piattabanda digradante. La scala dà accesso alla camera circolare con copertura a thòlos avente un diametro di circa 3 metri ed un'altezza di 5 metri.
La vena sorgiva, convogliata in un cunicolo lungo 5-6 metri, scaturiva da un'apertura munita di architrave alla base della camera del pozzo, nel lato opposto alla scala.

## L'area archeologica
Intorno all'area sacra votiva sono state rinvenute diverse capanne e un ulteriore pozzo all'interno della Chiesa di Sant'Anastasia (Sardara).

### Capanna 1

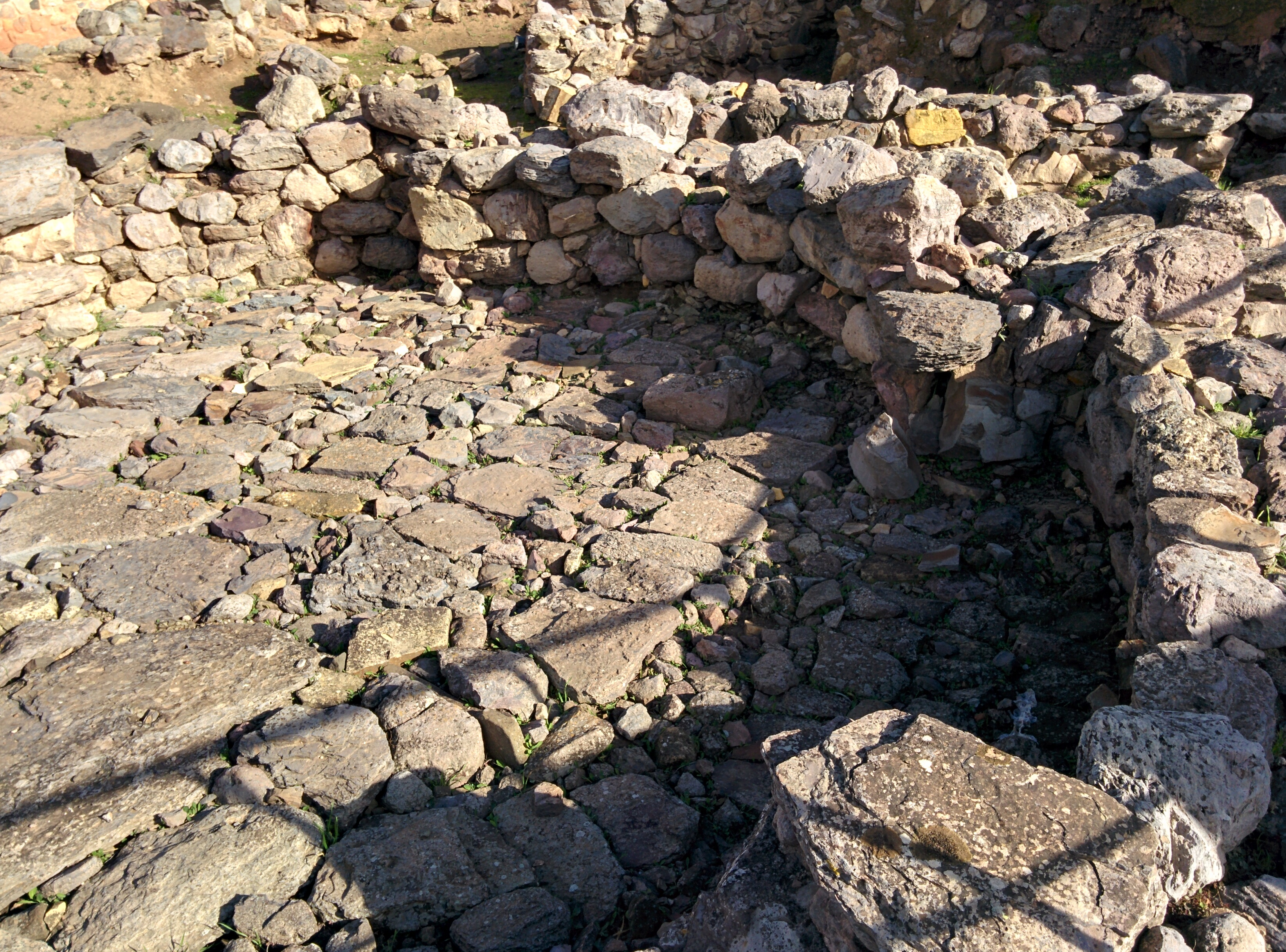
In dettaglio le nicchie della capanna 1

La capanna posta sopra il pozzo sacro, ha una pianta circolare con due nicchie rettangolari. Durante le opere di scavo sono state rinvenute sotto la pavimentazione sette canalette disposte a ventaglio e coperte da lastre. Quest'ultime avevano il compito di convogliare l'acqua proveniente dalla sorgente nel canale fino ad alimentare il pozzo sacro.

### Capanna 4

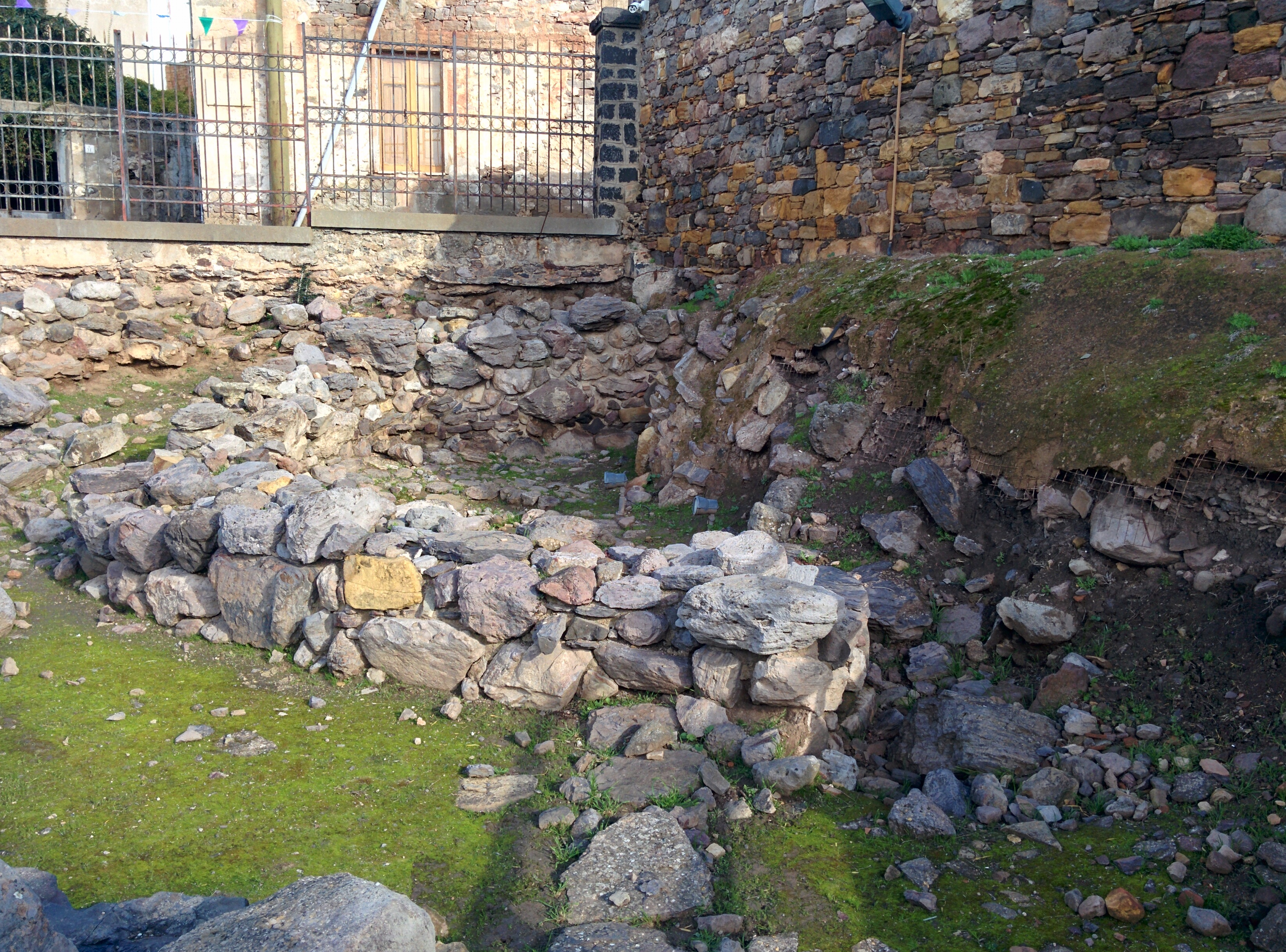
La Capanna 4 posta nella parte più alta dell'area archeologica

Situata leggermente più alto rispetto alla capanna 1 era destinata alla fucinatura. Al suo interno ed esterno son state trovate diverse matrici di fusione in terracotta.

### Capanna 5

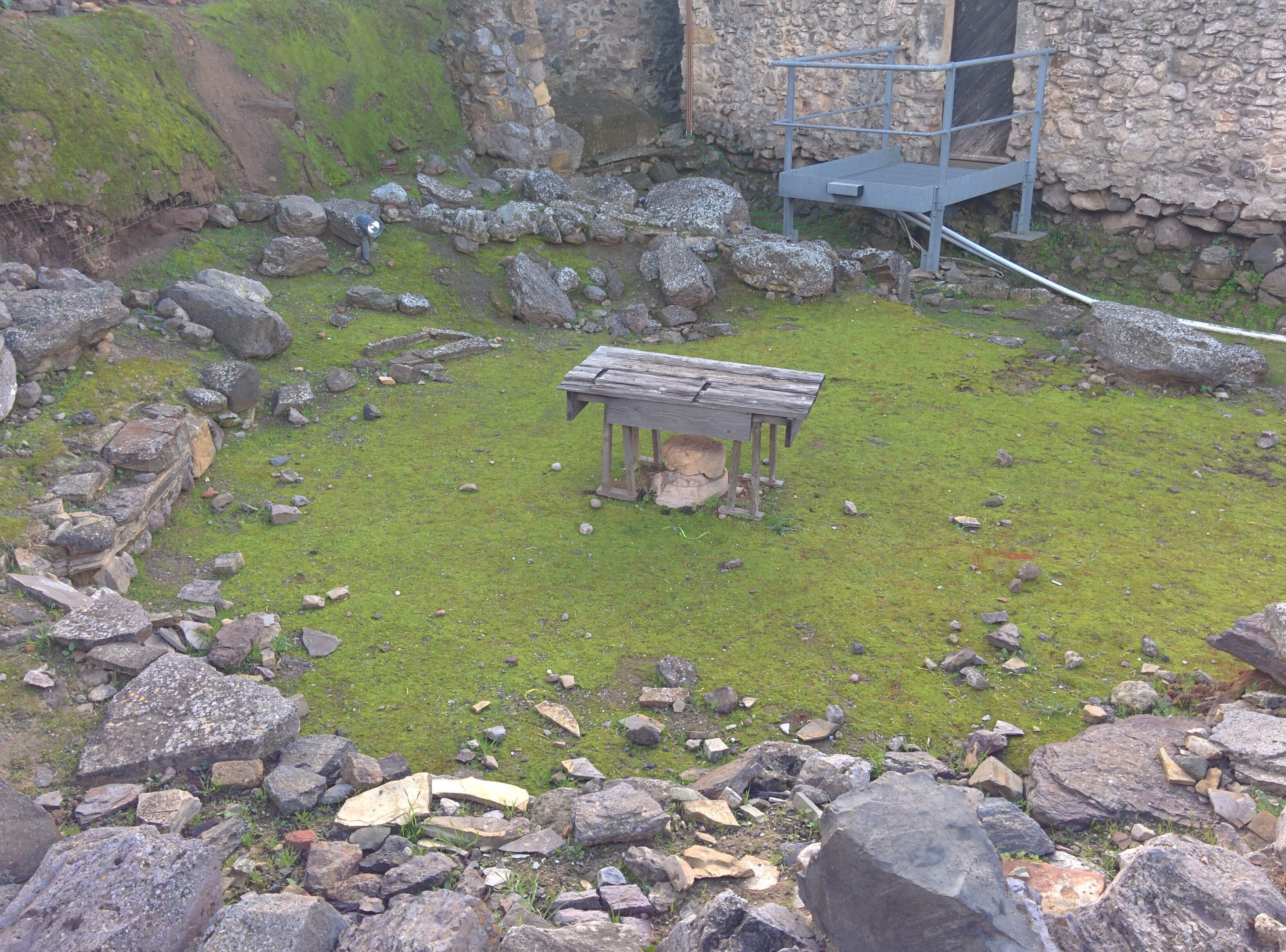
Capanna 5 con al centro il bancone sedile

Viene definita come sala delle riunioni dei capi del villaggio, in quanto al centro di essa vi è un bancone sedile, ancora oggi visibile. La capanna è stata realizzata tra la fine del XI e il X secolo a.C.
Al suo interno inoltre sono stati rinvenuti diversi reperti: un orcio ricolmo di manufatti in bronzo, tra cui strumenti da fonditore per attività artigianali e tre bacili di bronzo.

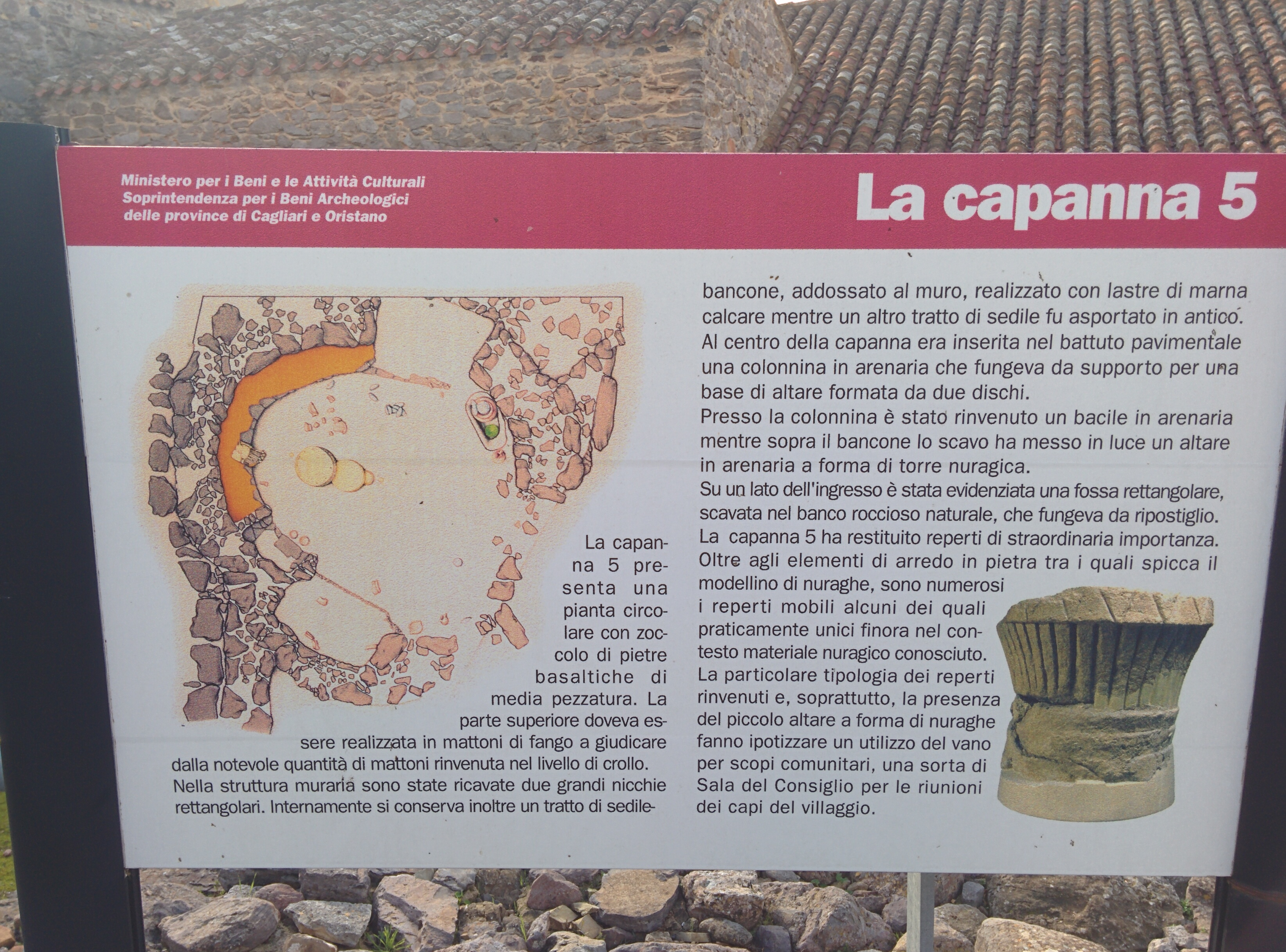
Pannello relativo alla capanna 5 con planimetria e bancone sedile in dettaglio

### Il secondo pozzo

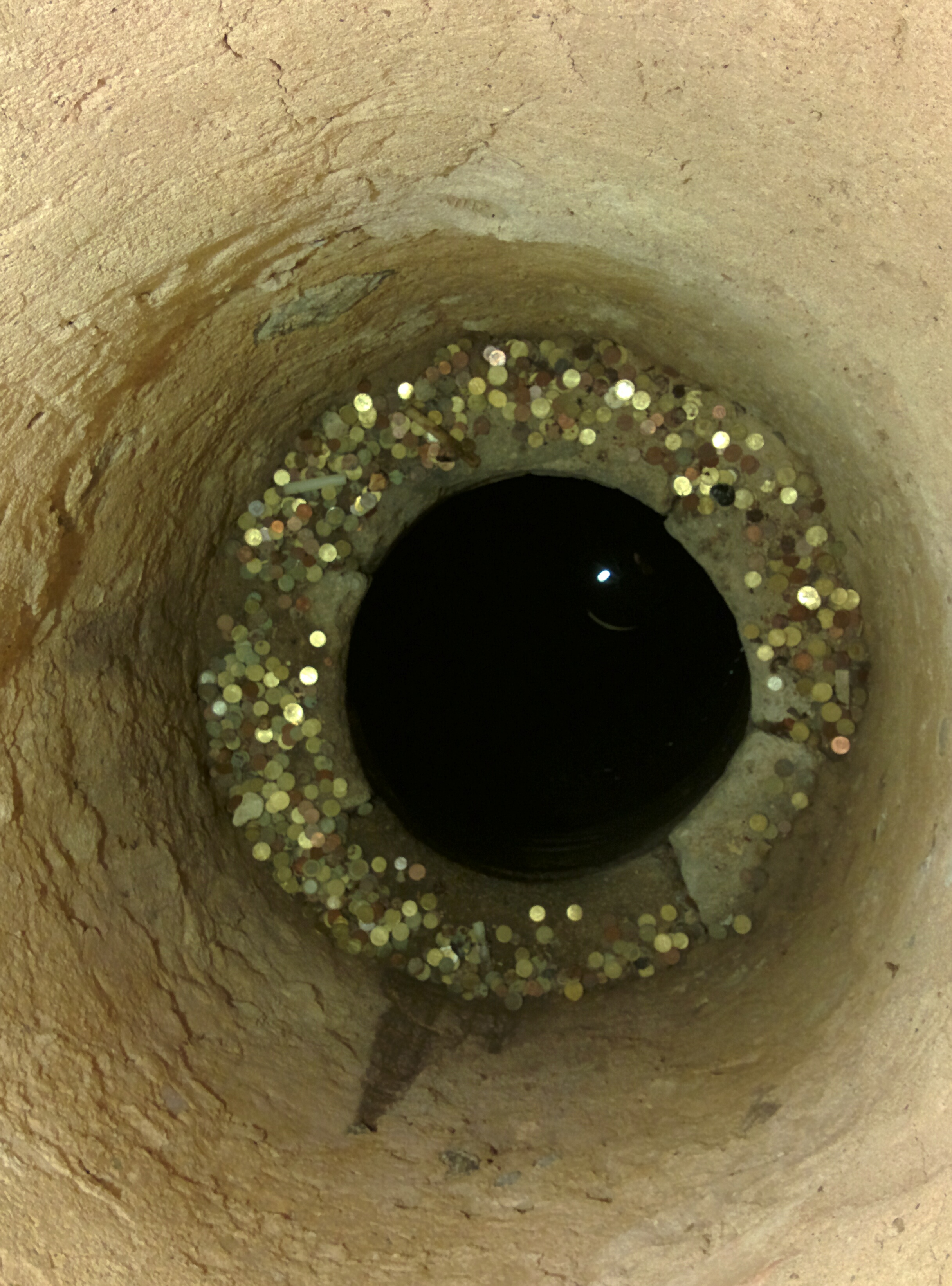
Interno del pozzo d'uso presente nella chiesa di Sant'Anastasia

Durante gli scavi di Antonio Taramelli è stato rinvenuto un pozzo d'uso realizzato in opera isodoma fino alla profondità di circa 2,50 metri, per poi lasciare spazio alla roccia naturale. Il pozzo, avente forma tronco conica, racchiudeva al suo interno diversi reperti di una certa rilevanza: una brocca askoide, vasi a cestello e piriformi, datati tra il Bronzo finale e il VII secolo a.C.

## Curiosità
Nelle operazioni di scavo vennero rinvenuti dei blocchi di pietra basaltica ornati con bozze mammellari in rilievo e soprattutto un blocco a forma di protome taurina che vennero murati nella facciata della chiesa di Sant'Anastasia.
Attualmente questi reperti si trovano all'interno della chiesa e si ipotizza possano essere stati utilizzati per ornare la facciata esterna dell'ingresso del pozzo sacro.
Un ulteriore pozzo sacro nonché buona parte del villaggio risulta oggi non scavato per le difficoltà dovuto al fatto di trovarsi in un'area centrale del paese.
Tutti i reperti di Sant'Anastasia e della sua area archeologica sono esposti presso il Museo civico "Villa Abbas" di Sardara e presso il Museo archeologico nazionale di Cagliari.

## Galleria d'immagini

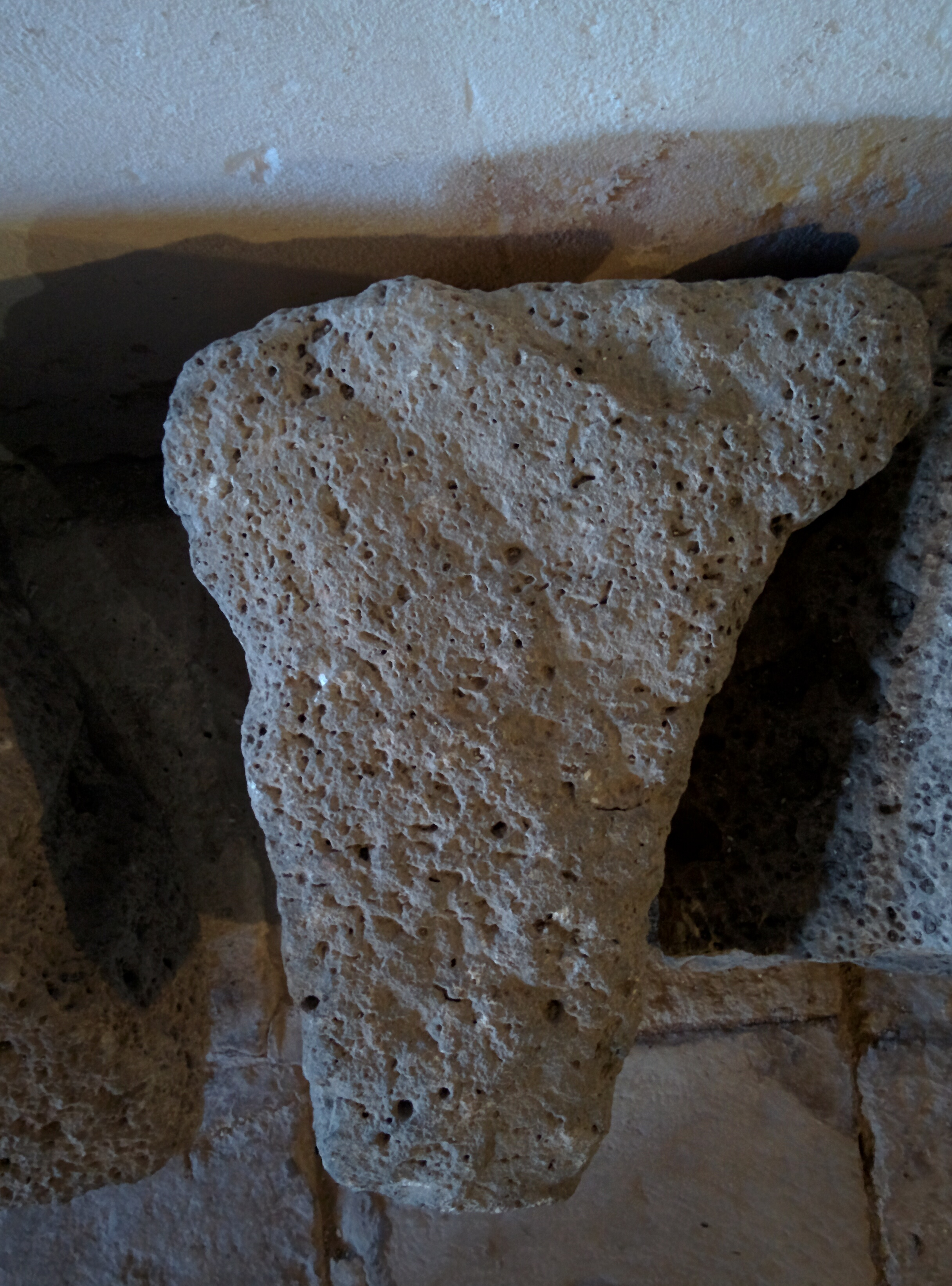
Blocco in basalto a forma di protome taurina
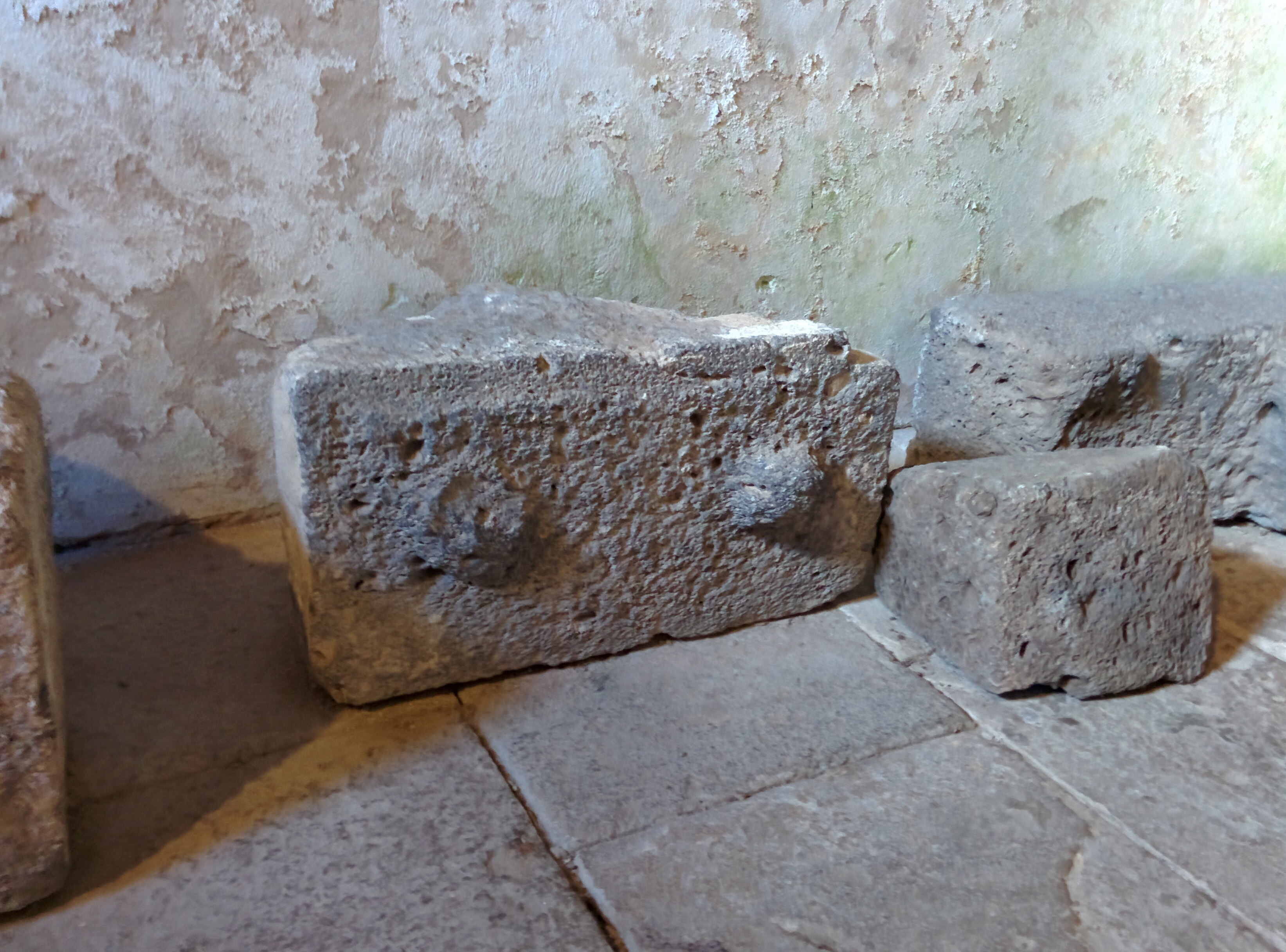
In dettaglio blocco di basalto con mammelle in rilievo
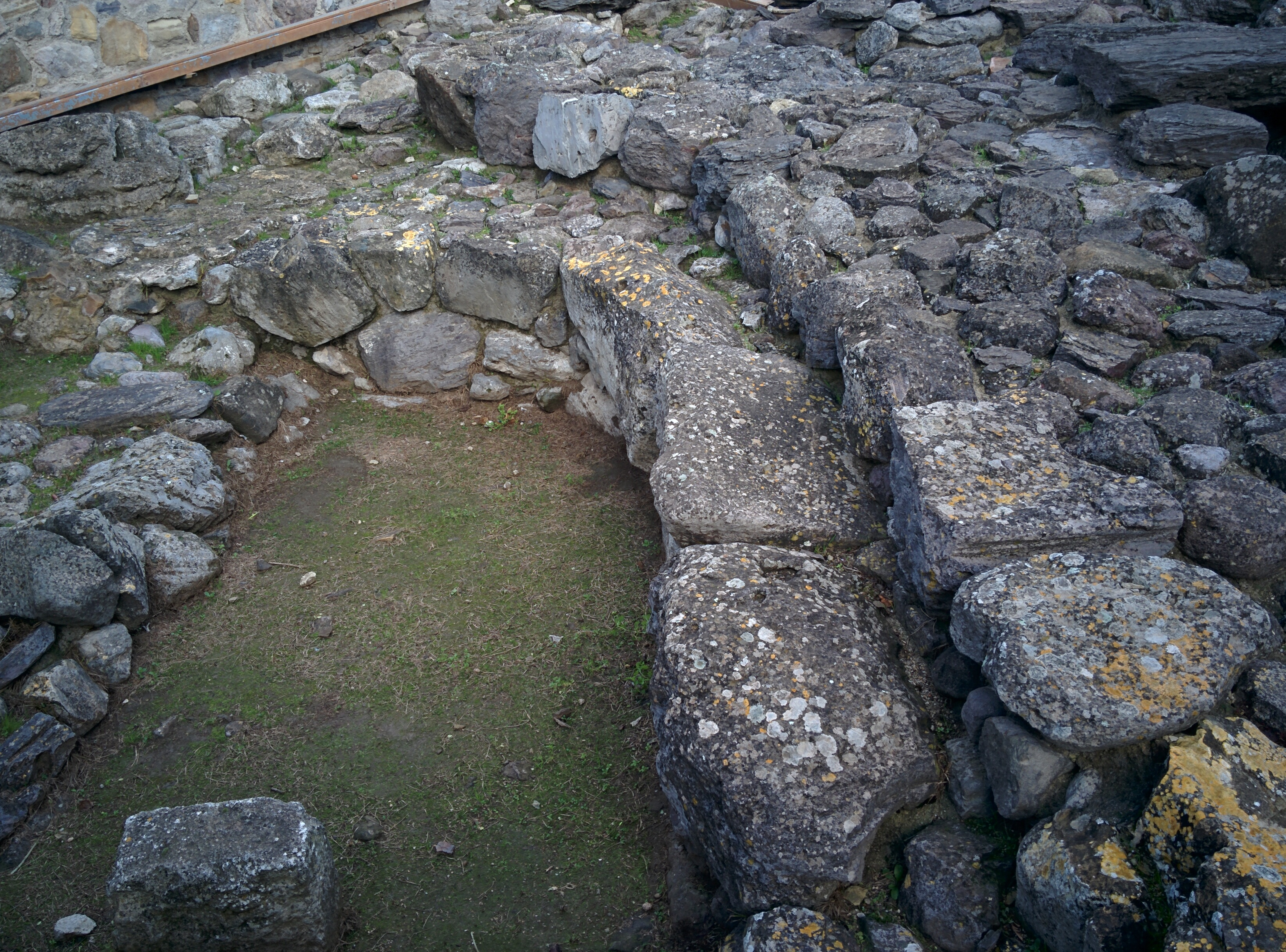
Dettaglio del pozzo sacro di Sant'Anastasia
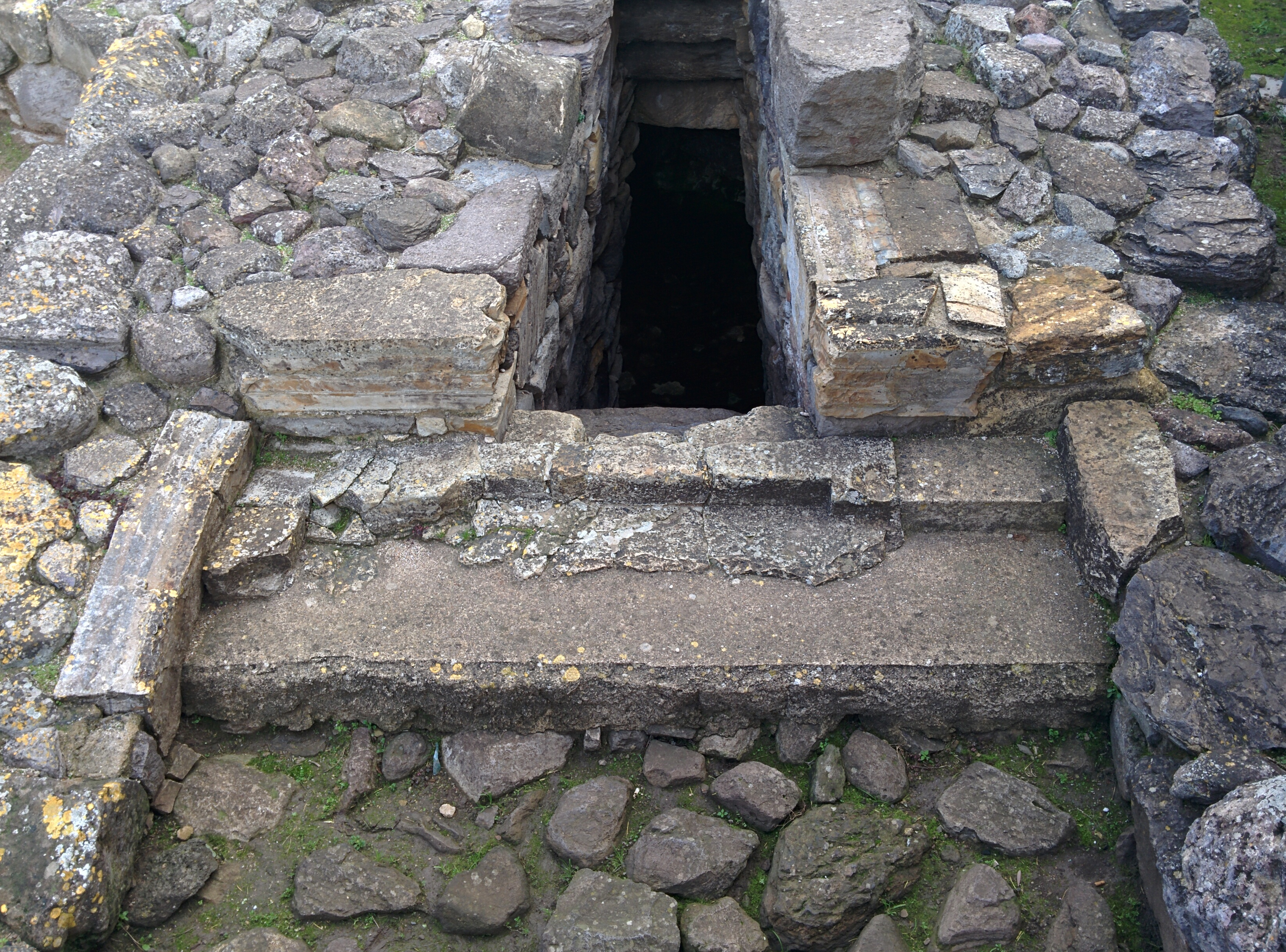
Il lastrico del pozzo sacro di Sant'Anastasia
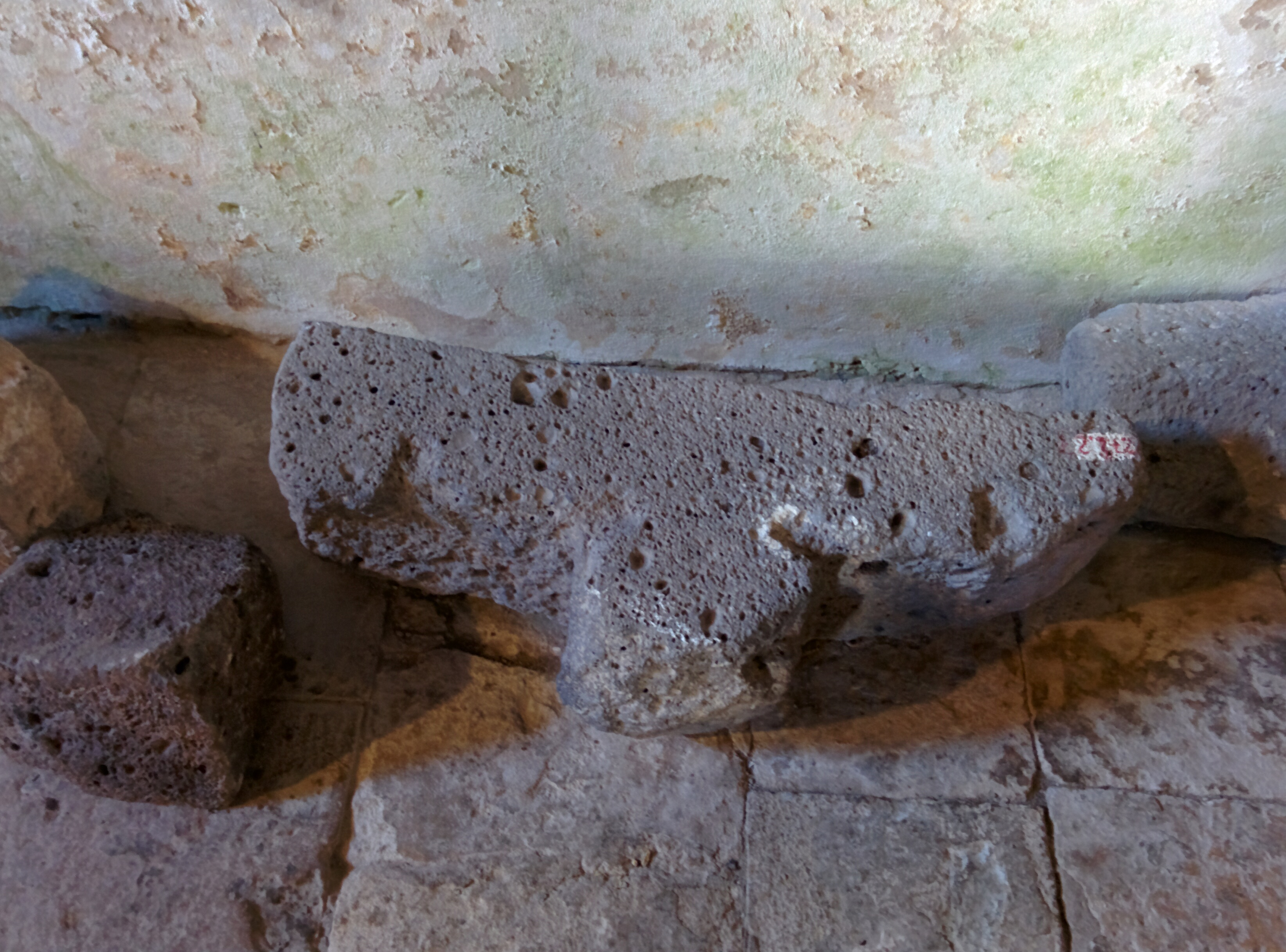
Blocco di basalto a forma di T
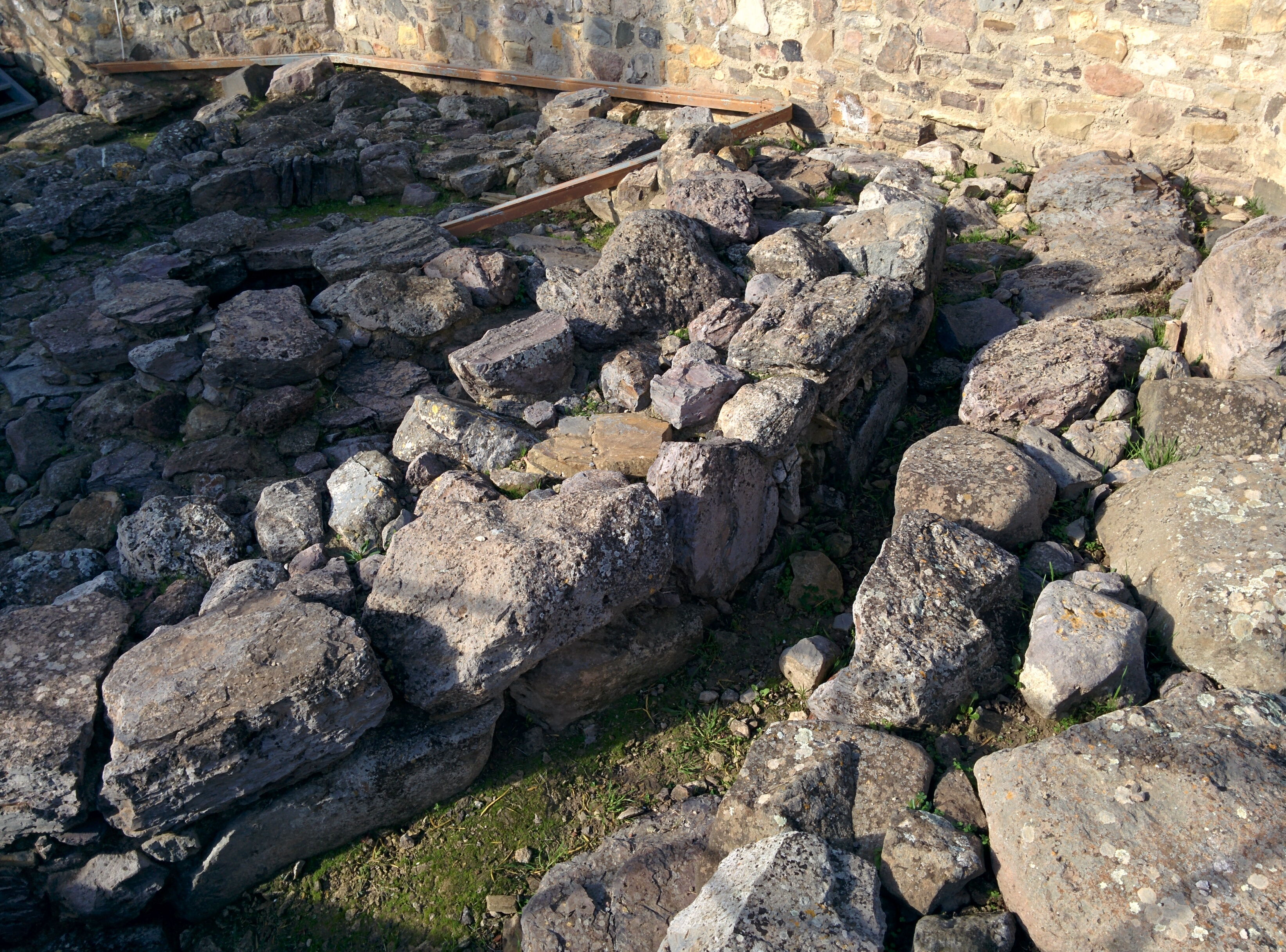
In dettaglio la muratura esterna del pozzo sacro.
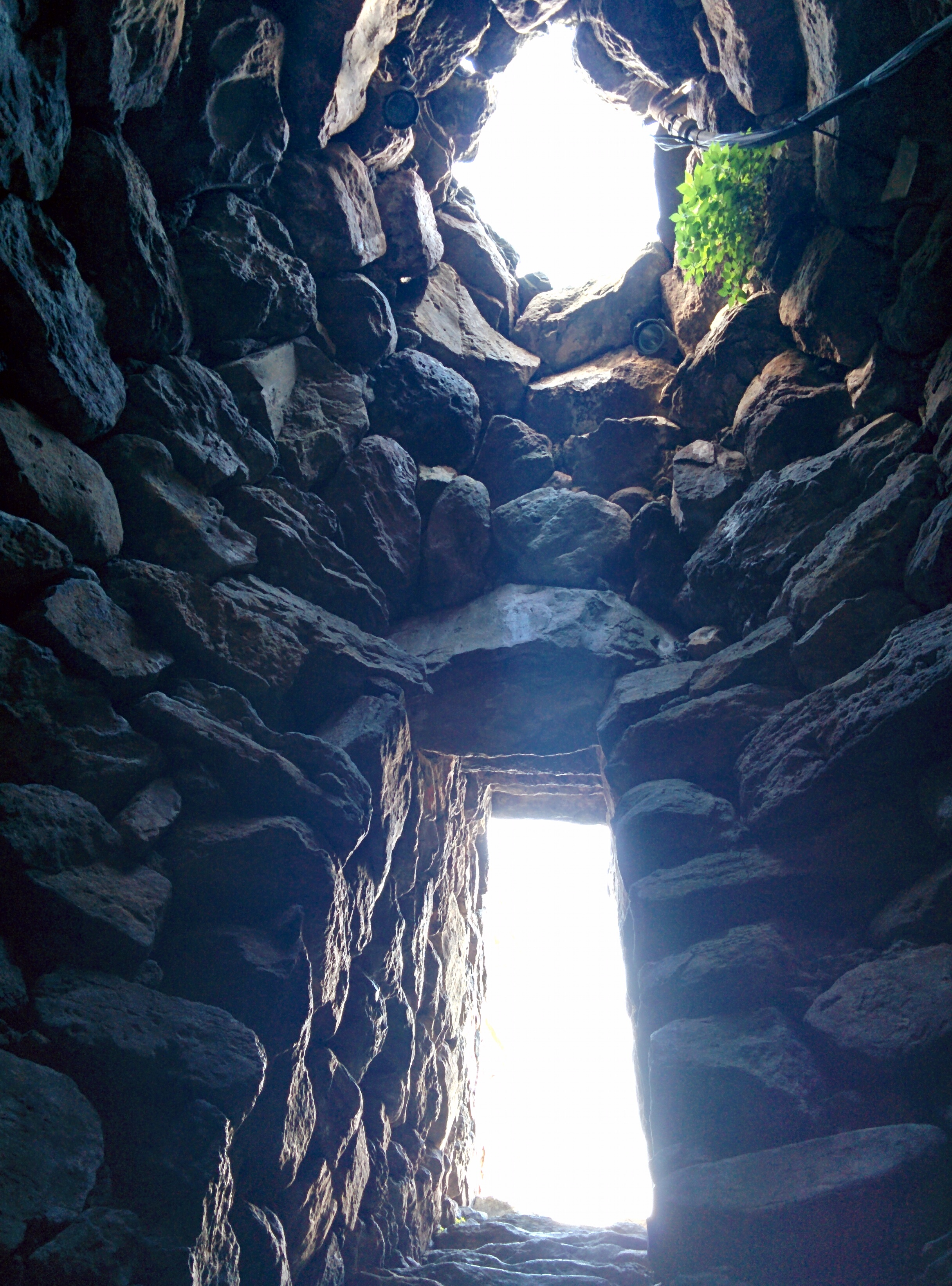
Luce e visuale dall'interno del pozzo